# Jean Plaskie
Jean Plaskie (Brüsszel-Laeken, 1941. augusztus 24. – Strombeek-Bever, 2017. szeptember 18.) válogatott belga labdarúgó, hátvéd.

## Pályafutása
1959 és 1972 között az Anderlecht labdarúgója volt, ahol hat bajnokságot és két belga kupa-győzelmet ért el a csapattal.
1964 és 1971 között 33 alkalommal szerepelt a belga válogatottban.

## Sikerei, díjai
Anderlecht
- Belga bajnokság
  - bajnok (6): 1963–64, 1964–65, 1965–66, 1966–67, 1967–68, 1971–72
- Belga kupa
  - győztes (2): 1965, 1972